# Copa América 2007
La Copa América 2007 fue la XLII (42.ª cuadragésima segunda) edición de la Copa América. Esta versión del torneo se realizó en Venezuela, entre el 26 de junio y el 15 de julio de 2007, siendo la primera oportunidad que se desarrolló este evento en dicho país (anteriormente en Venezuela se jugaron algunos partidos de las ediciones 1975, 1979 y 1983; debido a que en aquellos años la Copa América se jugó sin sede fija —se jugó en todos los países afiliados a la CONMEBOL—). Fue organizado por la Conmebol, la confederación de fútbol de América del Sur.
El evento contó con la participación de 12 equipos, de los cuales 10 corresponden a los miembros estables de la Conmebol y dos (México y Estados Unidos) son miembros invitados, pertenecientes a la Concacaf, la confederación norteamericana-caribeña. Estos doce participantes fueron divididos en tres grupos de cuatro equipos, los cuales se enfrentaron en un cuadrangular de un solo partido. Los dos mejores equipos de cada grupo y los dos mejores terceros avanzaron a la siguiente etapa, en que se hizo un proceso de eliminación directa hasta determinar al campeón del torneo.
Reeditando la final de la Copa América 2004 y de la Copa Confederaciones 2005, Brasil se enfrentó en la final a Argentina. En el Estadio José Encarnación Romero de Maracaibo, Brasil ganó por 3:0 alcanzando su octavo campeonato y el cuarto en los últimos cinco torneos. Con el título continental, Brasil tuvo el derecho de representar a Sudamérica en la Copa Confederaciones 2009 a realizarse en Sudáfrica. Por otro lado, México obtuvo el tercer lugar y Uruguay, el cuarto.

## Organización
El 3 de septiembre de 2004, la Federación Venezolana de Fútbol recibió formalmente en nombre del país, el cuaderno de cargos de la Copa América 2007 por parte de la Conmebol, ante el cual se forma el Comité Organizador del evento, quedando a cargo de este Aristóbulo Istúriz, ministro de Educación y Deportes de Venezuela. El 5 de enero de 2007, Istúriz abandonó el cargo siendo reemplazado por el vicepresidente Jorge Rodríguez Gómez. En tanto, el presidente del Comité Olímpico Venezolano, Eduardo Álvarez Camacho, quedó como secretario general del comité.

## Elección

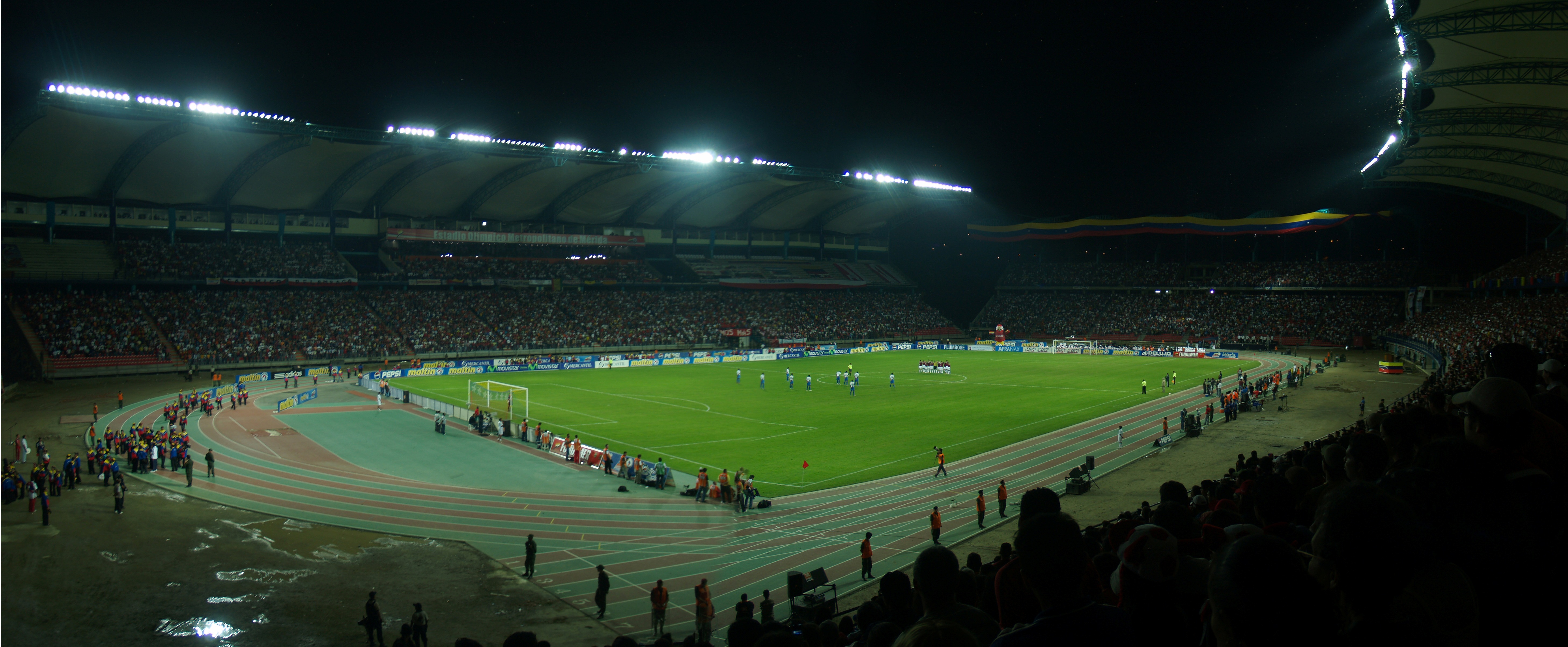
Vista panorámica del Estadio Metropolitano de Mérida.

En 1986, la dirigencia de la Conmebol decidió establecer una política de rotación para elegir las sedes de las siguientes Copas América, acabando así con el formato existente hasta ese momento de no tener una sede fija. A partir de la Copa América 1987, cada uno de los diez países miembros celebraría el torneo siguiendo un cronograma, según el cual, Venezuela sería el último país, realizando el torneo en el año 2007.
A partir de la Copa América 1993, el torneo se abrió a dos equipos invitados de otras confederaciones, siendo México uno de los más entusiastas participantes. México fue invitado desde esa fecha a todas las Copas América realizadas hasta la fecha, alcanzando incluso la final en 1993 y en 2001. Debido a la cercanía entre la Federación Mexicana de Fútbol y la Conmebol, comenzaron a surgir rumores de que México organizaría finalmente la Copa América. Sin embargo, la Conmebol había dicho que esa posibilidad solo se daría luego de que los diez países sudamericanos hubieran albergado el evento.
A pesar de ello, el presidente de la FMF, Alberto de la Torre, se contactó con el Comité Organizador venezolano y les habría propuesto que México organizará el evento de 2007 y Venezuela en 2009. Sin embargo, la propuesta fue rechazada por los organizadores y la sede de la Copa América 2007 fue confirmada en Venezuela.

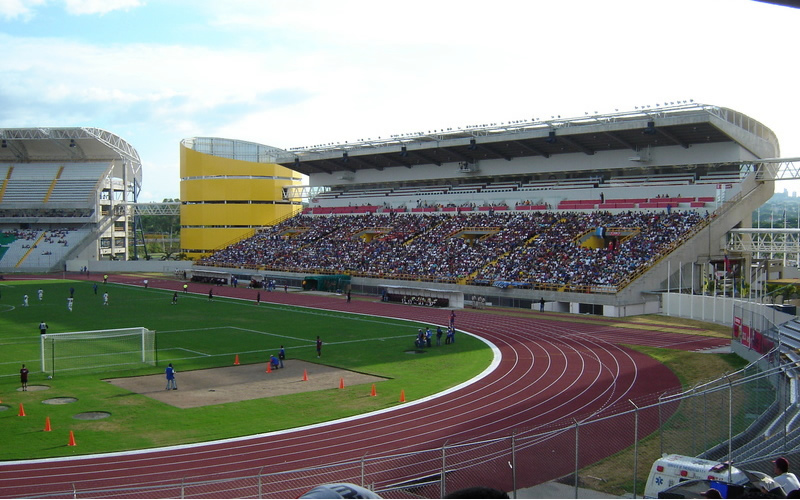
Tribuna Principal del Centro Total de Entrenamiento Cachamay.

El Comité Organizador fue dirigido a través del tradicional sistema FIFA de organización, con una Coordinación General, que recayó sobre Oswaldo Narváez, además de las denominadas "áreas técnicas" donde figuraron Rolando Urdaneta en Mercadotecnia, Heriberto Heredia en asuntos jurídicos, Daniel Chapela en Prensa, Francisco Camargo en Seguridad y José Hernández en Acreditaciones.
El Comité Organizador realizó diversas actividades a lo largo de todo el país para preparar el ambiente previo al torneo, incluyendo a la mayor cantidad de venezolanos posibles. Según Álvarez, el objetivo era "llevar la Copa América a cada rincón del país" para dar a conocer "una de las competencias más importantes en América", esperando una participación de 20 millones de personas. Una de las actividades más populares fue la elección de la mascota oficial del torneo, para la que se realizó un concurso en el que se recibieron 4 500 000 de propuestas de niños y adolescentes venezolanos. El diseño ganador fue anunciado el 29 de junio de 2006, correspondiente a una "guacamaya bandera" creada por la joven de 15 años, Jhoyling Zabaleta. El nombre de la mascota, Guaky fue elegido posteriormente por una encuesta en internet, donde dicha opción obtuvo un 54,17% de las preferencias. Guaky es una guacamaya, una de las aves representativas de Venezuela, vestida con la camiseta vinotinto de la selección anfitriona, y que al desplegar sus alas contiene a la bandera de Venezuela.

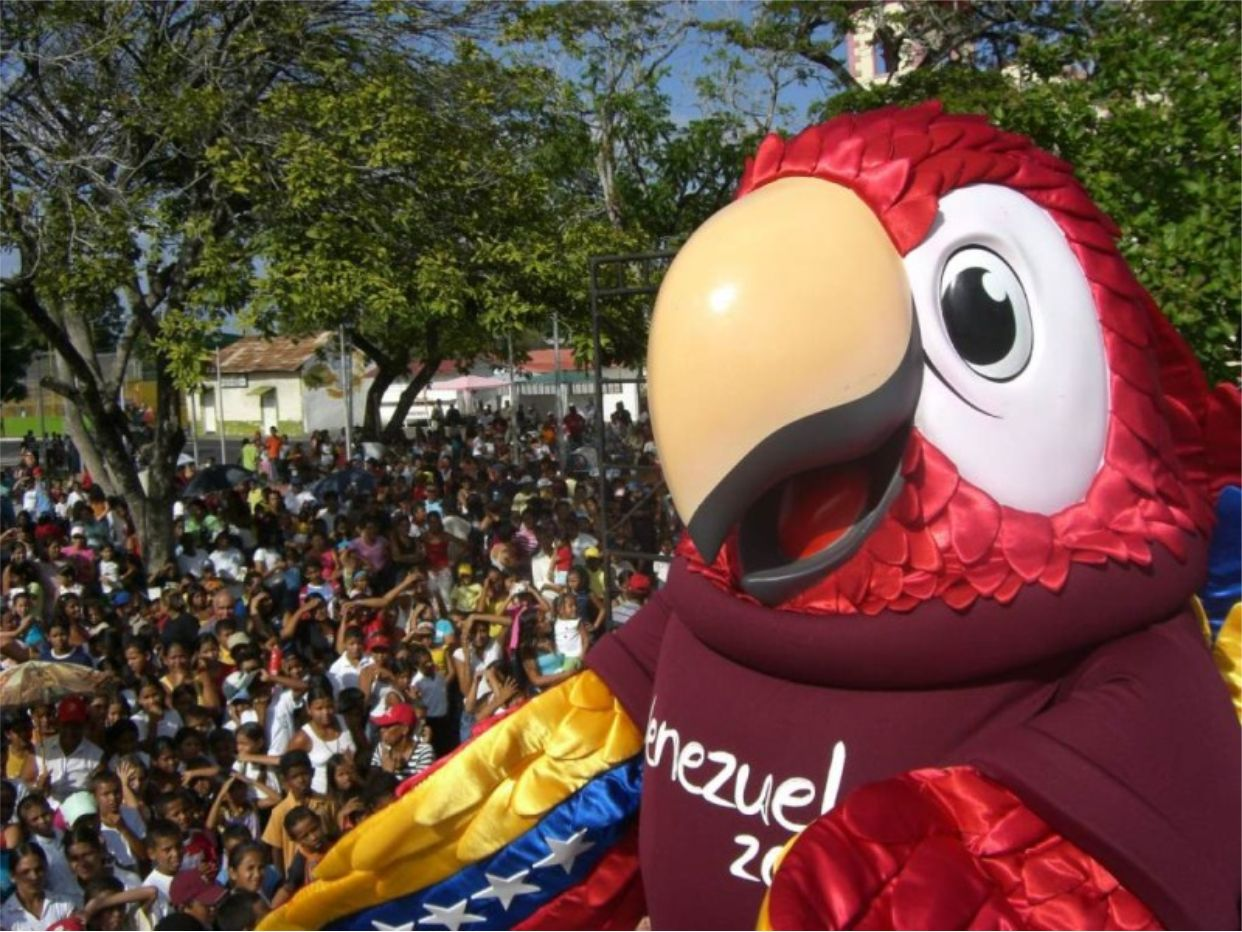
Guaky. Mascota oficial de la Copa América 2007.

El comité organizador de la Copa América 2007 estimó una audiencia de 530 000 000 de personas en América Latina mientras que a nivel mundial el evento fue retransmitido a 185 países (25 más que en la Copa América 2004), totalizando una audiencia acumulada cercana a las 4 000 000 de personas, para lo cual se diseñaron instalaciones que permitieron acoger a más de 3500 periodistas. La gran repercusión internacional de la Copa América despertó el interés de diversas empresas para auspiciar el evento, que alcanzó en Latinoamérica a un mercado con un poder de consumo de aproximadamente 2,7 billones de dólares. Seis empresas fueron seleccionadas por el Comité Organizador como patrocinadores oficiales: MasterCard, LG, Movistar, PDVSA, Brahma y Casio. Además, Maltín Polar fue seleccionado como auspiciador nacional y Chevrolet como el transporte oficial del torneo. Tras el fin del torneo, la Conmebol estimó una ganancia neta del evento cercana a los 4 000 000 de dólares, más del doble que la edición de 2004.

## Sedes

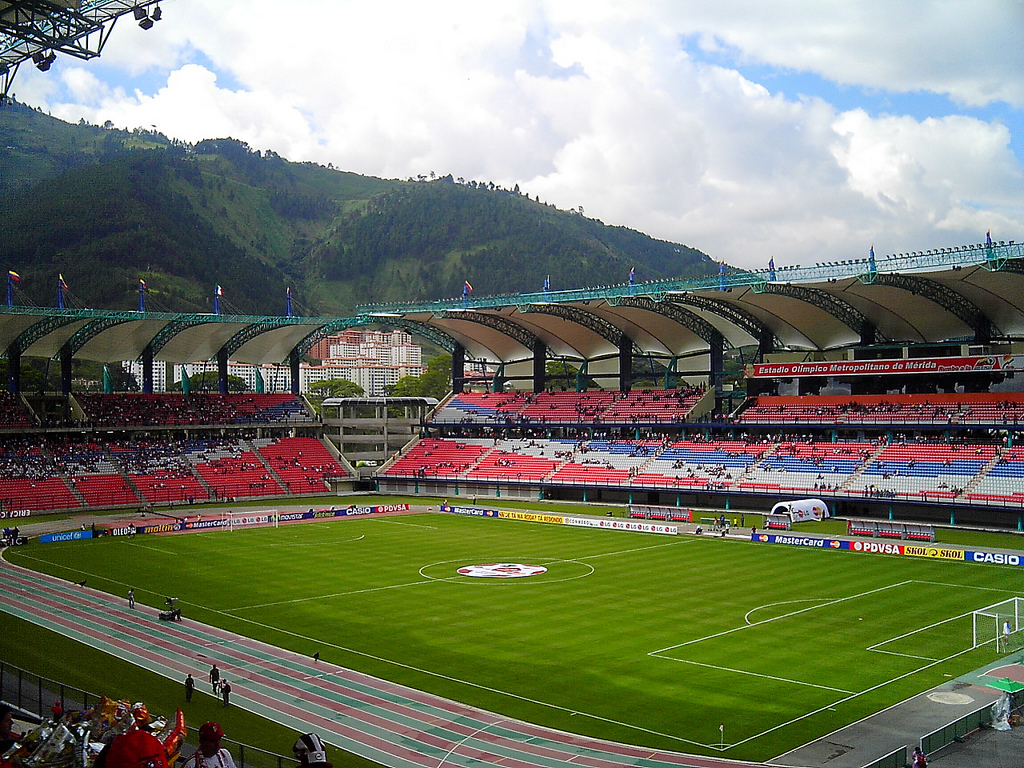
Vista del Estadio Metropolitano de Mérida durante un partido de la Copa América.

Para la 42.ª edición de la Copa América, el Comité Organizador decidió en un principio elegir 8 ciudades anfitrionas. Antes de la elección, al menos 14 ciudades presentaron los oficios ante el Comité, el cual descartó a las ciudades de Barquisimeto, Maracay, Valencia, Valera, y los estados Portuguesa y Miranda por no cumplir con las exigencias establecidas. Así, las ciudades elegidas fueron Barinas, Caracas, Ciudad Guayana (Puerto Ordaz), Maracaibo, Maturín, Mérida, Puerto La Cruz y San Cristóbal. Seleccionadas las ocho sedes, el Comité Organizador reconsideró la candidatura de Barquisimeto al presentar el proyecto de un nuevo estadio en su área metropolitana a las afueras de la ciudad. Así, Barquisimeto fue aceptada como una novena sede y se decidió desarrollar un sistema de 3 grupos de sedes, con un estadio como cabecera y dos sedes alternas para el desarrollo de la primera ronda del evento. De esta forma, la Copa América 2007 rompió el récord de sedes designadas en el torneo, establecido por Perú en la Copa América 2004, donde fueron utilizadas siete. Siendo los estadios principales, el Estadio Metropolitano de Mérida y el Pachencho Romero de Maracaibo.
Una vez elegidas las ciudades anfitrionas, el Comité Organizador debió enfrentar la escasa infraestructura deportiva de alto nivel existente en el país, con pocos estadios de fútbol y ninguno que cumpliera las exigencias de la Conmebol; el estadio de mayor capacidad apenas superaba los 35 000 espectadores. A esto se sumaba la necesidad de mejorar la infraestructura general, en especial el transporte y la capacidad hotelera.
Durante la primera etapa, el Comité Organizador decidió aumentar la capacidad de los estadios en mejor estado a los 40 000 espectadores, mientras se construían nuevos estadios en Mérida, Barquisimeto y Maturín. De esta forma, la capacidad de espectadores total aumentó de 155 000 a 345 000 espectadores, lo que se dividió en 3 Proyectos de Infraestructura deportiva:
- Construcción de nuevas sedes: Maturín, Mérida y Barquisimeto (Cabudare).
- Demolición y reconstrucción de sedes: Barinas, Ciudad Guayana (Puerto Ordaz) y Puerto La Cruz.
- Remodelación, ampliación y construcciones menores: Caracas, Maracaibo y San Cristóbal.

En el caso de la capital, Caracas, se optó por la remodelación del Estadio Olímpico de la UCV, dejando de lado la remodelación del Estadio Brígido Iriarte o la construcción de uno nuevo. Aunque el estadio caraqueño sería inicialmente sede de una de las semifinales, algunos días previos al inicio del torneo fue anunciado que por razones de seguridad sólo albergaría el partido de definición del tercer lugar, siendo reemplazado por el Estadio José Encarnación Romero de Maracaibo, que también albergó el encuentro final del campeonato.
Aunque el presupuesto inicial para el torneo era de aproximadamente 40 000 000 de dólares, los que serían desembolsados por el gobierno nacional, la cifra se disparó alcanzando los 900 000 000 de dólares de inversión pública. Comparativamente, Perú gastó 13 200 000 dólares en la edición previa del torneo y la edición más cara hasta ese entonces, la Copa América 1995 realizada en Uruguay, apenas había sobrepasado los 25 000 000 de dólares.
En cuanto al tema de transporte se ejecutaron obras importantes como la remodelación de los principales Aeropuertos Internacionales como el Aeropuerto Internacional de La Chinita en Maracaibo, el Aeropuerto Internacional Jacinto Lara en Barquisimeto, el Aeropuerto Internacional Manuel Piar de Ciudad Guayana y el Aeropuerto Internacional José Antonio Anzoátegui de Barcelona, el último prestaría sus servicios a la ciudad de Puerto La Cruz, la modernización y habilitación para vuelos internacionales de los aeropuertos de Maturín, San Antonio del Táchira y El Vigía, los dos últimos para servir de plataforma de vuelos a las ciudades de San Cristóbal y Mérida, modernización y remodelación de los Aeropuertos Nacionales de Mérida, Barinas y Santo Domingo este último también prestaría a San Cristóbal, así como la revisión de tecnología y arreglos menores de los Aeropuertos Internacionales de Maiquetía y Porlamar, los dos con mayor tráfico comercial en el país.
En cuanto a infraestructura hotelera ciudades grandes como Caracas, Maracaibo y Barquisimeto no tuvieron mayor problema, otras como Puerto La Cruz, Ciudad Guayana, San Cristóbal y Mérida solo tuvieron que mejorar algunas condiciones de infraestructura para elevar categorías de algunos de sus hoteles pues son ciudades ampliamente turísticas y contaban con una amplia red hotelera, mientras que localidades como Maturín y Barinas si tuvieron que realizar grandes inversiones para la construcción de centros de descanso.
De igual forma el gobierno de Venezuela desarrollo inversiones en cuanto a vialidad, transporte terrestre y remodelación de parques, plazas y sitios turísticos como en el caso de Mérida en donde se invirtió en la construcción de un Sistema de Transporte Masivo, un distribuidor vial de acceso al estadio, reparaciones de la carretera de conexión entre la ciudad y su aeropuerto internacional, así como remodelación de plazas y parques.
Las sedes que albergaron los partidos de la edición 2007 del evento fueron:
| Puerto La Cruz                           | Barinas                                                                                             | Ciudad Guayana                                                                                      | Caracas                                                                                             |
| ---------------------------------------- | --------------------------------------------------------------------------------------------------- | --------------------------------------------------------------------------------------------------- | --------------------------------------------------------------------------------------------------- |
| Olímpico General José Antonio Anzoátegui | Olímpico Agustín Tovar                                                                              | Centro Total de Entretenimiento Cachamay                                                            | Olímpico de la Universidad Central de Venezuela                                                     |
| Capacidad: 37 485                        | Capacidad: 27 500                                                                                   | Capacidad: 41 600                                                                                   | Capacidad: 24 600                                                                                   |
|                                          | | | |
| San Cristóbal                            | Puerto · La Cruz Barinas Ciudad Guayana Caracas San Cristóbal Barquisimeto Mérida Maturín Maracaibo | Puerto · La Cruz Barinas Ciudad Guayana Caracas San Cristóbal Barquisimeto Mérida Maturín Maracaibo | Puerto · La Cruz Barinas Ciudad Guayana Caracas San Cristóbal Barquisimeto Mérida Maturín Maracaibo |
| Nacional Polideportivo de Pueblo Nuevo   | Puerto · La Cruz Barinas Ciudad Guayana Caracas San Cristóbal Barquisimeto Mérida Maturín Maracaibo | Puerto · La Cruz Barinas Ciudad Guayana Caracas San Cristóbal Barquisimeto Mérida Maturín Maracaibo | Puerto · La Cruz Barinas Ciudad Guayana Caracas San Cristóbal Barquisimeto Mérida Maturín Maracaibo |
| Capacidad: 38 765                        | Puerto · La Cruz Barinas Ciudad Guayana Caracas San Cristóbal Barquisimeto Mérida Maturín Maracaibo | Puerto · La Cruz Barinas Ciudad Guayana Caracas San Cristóbal Barquisimeto Mérida Maturín Maracaibo | Puerto · La Cruz Barinas Ciudad Guayana Caracas San Cristóbal Barquisimeto Mérida Maturín Maracaibo |
|                                          | Puerto · La Cruz Barinas Ciudad Guayana Caracas San Cristóbal Barquisimeto Mérida Maturín Maracaibo | Puerto · La Cruz Barinas Ciudad Guayana Caracas San Cristóbal Barquisimeto Mérida Maturín Maracaibo | Puerto · La Cruz Barinas Ciudad Guayana Caracas San Cristóbal Barquisimeto Mérida Maturín Maracaibo |
| Barquisimeto                             | Mérida                                                                                              | Maturín                                                                                             | Maracaibo                                                                                           |
| Metropolitano de Lara                    | Olímpico Metropolitano                                                                              | Monumental                                                                                          | Olímpico José Encarnación Romero                                                                    |
| Capacidad: 40 312                        | Capacidad: 42 200                                                                                   | Capacidad: 51 792                                                                                   | Capacidad: 46 000                                                                                   |
|                                          | | | |

### Cantidad de Juegos por estadio y ciudad
| Ciudad         | Estadio                                                 | Partidos |
| -------------- | ------------------------------------------------------- | -------- |
| Maracaibo      | Estadio Olímpico José Encarnación "Pachencho Romero"    | 5        |
| San Cristóbal  | Estadio Nacional Polideportivo de Pueblo Nuevo          | 4        |
| Maturín        | Estadio Monumental Juana "La Avanzadora" Ramírez        | 3        |
| Ciudad Guayana | Centro Total de Entrenamiento Cachamay                  | 3        |
| Mérida         | Estadio Olímpico Metropolitano de Mérida                | 3        |
| Barquisimeto   | Estadio Metropolitano de Lara                           | 3        |
| Puerto La Cruz | Estadio Olímpico General José Antonio Anzoátegui        | 3        |
| Barinas        | Estadio Olímpico Agustín Tovar "La Carolina"            | 1        |
| Caracas        | Estadio Olímpico de la Universidad Central de Venezuela | 1        |

## Árbitros
El 30 de mayo de 2007 fue anunciada por la Conmebol la lista de árbitros para la competencia. La lista incluye 13 árbitros, uno por cada país participante a excepción de Paraguay, con dos representantes. De éstos, cinco estuvieron presentes en la Copa Mundial de Fútbol de 2006: Carlos Simon, Óscar Julián Ruiz, Carlos Amarilla, Jorge Luis Larrionda y Benito Archundia.
En cuanto a los árbitros asistentes, cada uno de los países de la Conmebol tuvo un representante, a excepción de los locales que tuvieron tres; México y Estados Unidos no tuvieron árbitros suplentes elegidos. Además, los árbitros venezolanos Juan Soto y Gerardo Quintero fueron seleccionados para actuar como suplentes, en caso de que alguno de los árbitros oficiales o asistentes no pudiese participar en los encuentros.
La lista de árbitros fue la siguiente:
| - Carlos Chandía. - Sergio Pezzotta. - René Ortubé. - Carlos Simon. - Óscar Julián Ruiz. | - Mauricio Reinoso. - Armando Archundia. - Carlos Amarilla. - Carlos Torres. | - Víctor Hugo Rivera. - Jorge Luis Larrionda. - Baldomero Toledo. - Candelario Andarcia. |

La lista de árbitros asistentes fue la siguiente:
| - Rodrigo González. - Rodolfo Otero. - Juan Carlos Arroyo. - Ednilson Corona. | - Juan Carlos Bedoya. - Félix Badaraco. - Amelio Andino. - Luis Ávila. | - Wálter Rial. - Rafael Yáñez. - Plácido Chuello - Luis Sánchez. |

## Equipos participantes

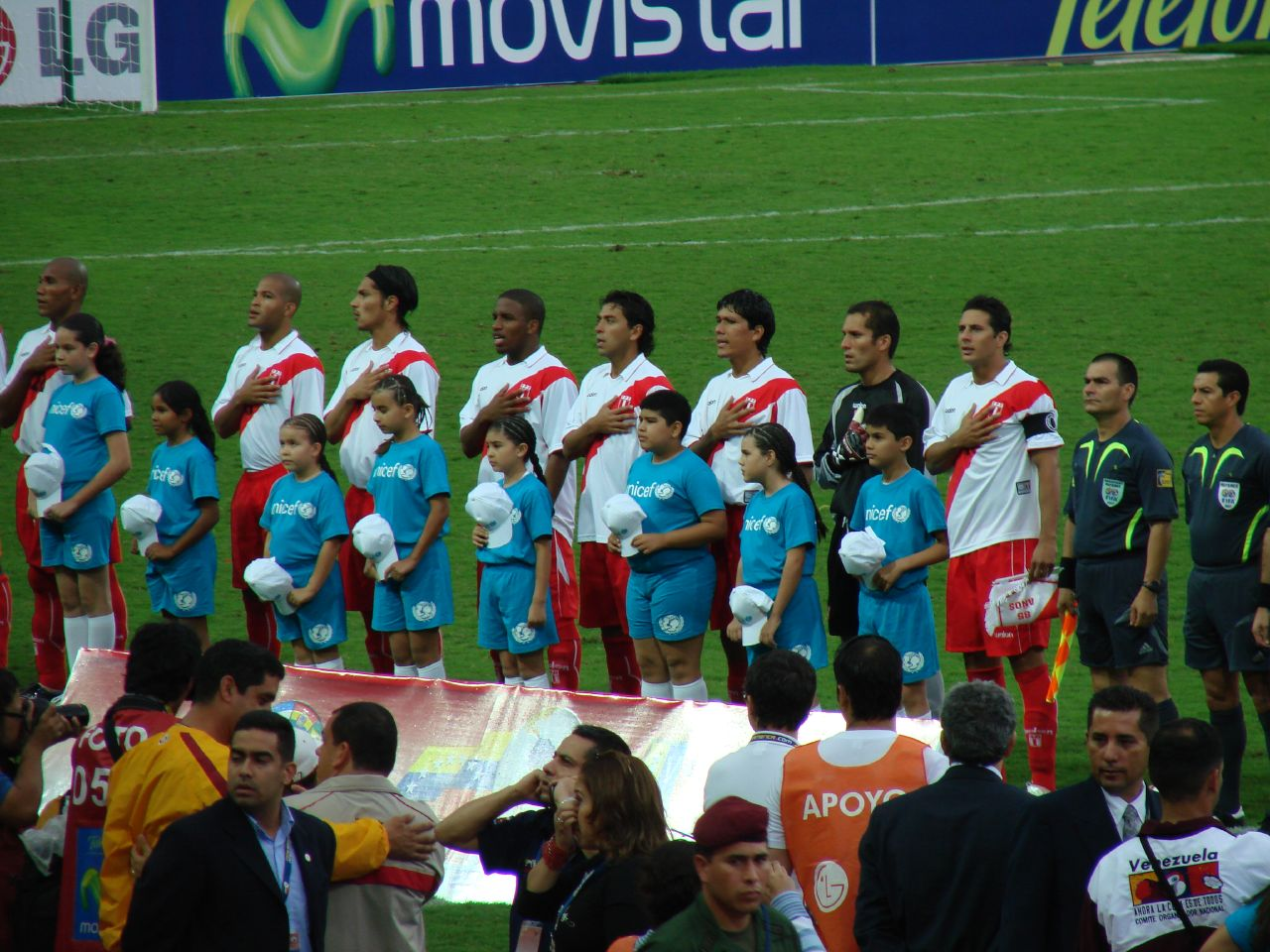
La selección de fútbol del Perú entonando su himno nacional antes de su encuentro con por en el Grupo A.

Al igual que en las últimas ediciones de la Copa América, esta versión contó con la participación de 12 equipos, 10 de los cuales son las selecciones nacionales miembros de la Confederación Sudamericana de Fútbol (Conmebol) y dos selecciones invitadas provenientes de la confederación de América del Norte, Concacaf. Conmebol invitó a las dos selecciones de dicha confederación con las posiciones más altas en la clasificación mundial de la FIFA, México y los Estados Unidos. México, que desde su primera invitación en la Copa América 1993 ha sido uno de los combinados más exitosos, aceptó de inmediato; sin embargo, Estados Unidos rechazó la invitación debido a conflictos con el calendario de eventos de la Major League Soccer. Ante la ausencia estadounidense, la Conmebol pensó en invitar a Costa Rica, el tercer país de la Concacaf mejor calificado. Pero, finalmente la selección de los Estados Unidos aceptó la invitación, completando así el cuadro final del torneo.
En 2005, tras el fin de las inspecciones de la Conmebol a la comisión organizadora, se planteó la posibilidad de aumentar el número de participantes de 12 a 16, dejando así 4 grupos de cuatro participantes, de forma similar a la estructura de otros torneos similares (como la Eurocopa). Para ello, se cursarían invitaciones a diversas selecciones, entre las que se nombró en primera instancia a España, Portugal (ambas de la confederación europea, UEFA), Corea del Sur y Japón (pertenecientes a la confederación asiática, AFC), pero la idea no fructificó y el campeonato se mantuvo como estaba previsto originalmente.
El 14 de febrero de 2007 fue realizado en Caracas el sorteo de los equipos, siendo divididos en tres grupos de cuatro participantes. A cada grupo le fue asignado un grupo de estadios y uno de los tres cabezas de serie: Venezuela (el equipo local), Argentina y Brasil (los dos equipos mejor clasificados según la FIFA).
| Equipos participantes | Equipos participantes | Equipos participantes | Equipos participantes |
| --------------------- | --------------------- | --------------------- | --------------------- |
| Argentina             | Bolivia               | Brasil                | Chile                 |
| Colombia              | Ecuador               | Estados Unidos        | México                |
| Paraguay              | Perú                  | Uruguay               | Venezuela             |

## Desarrollo

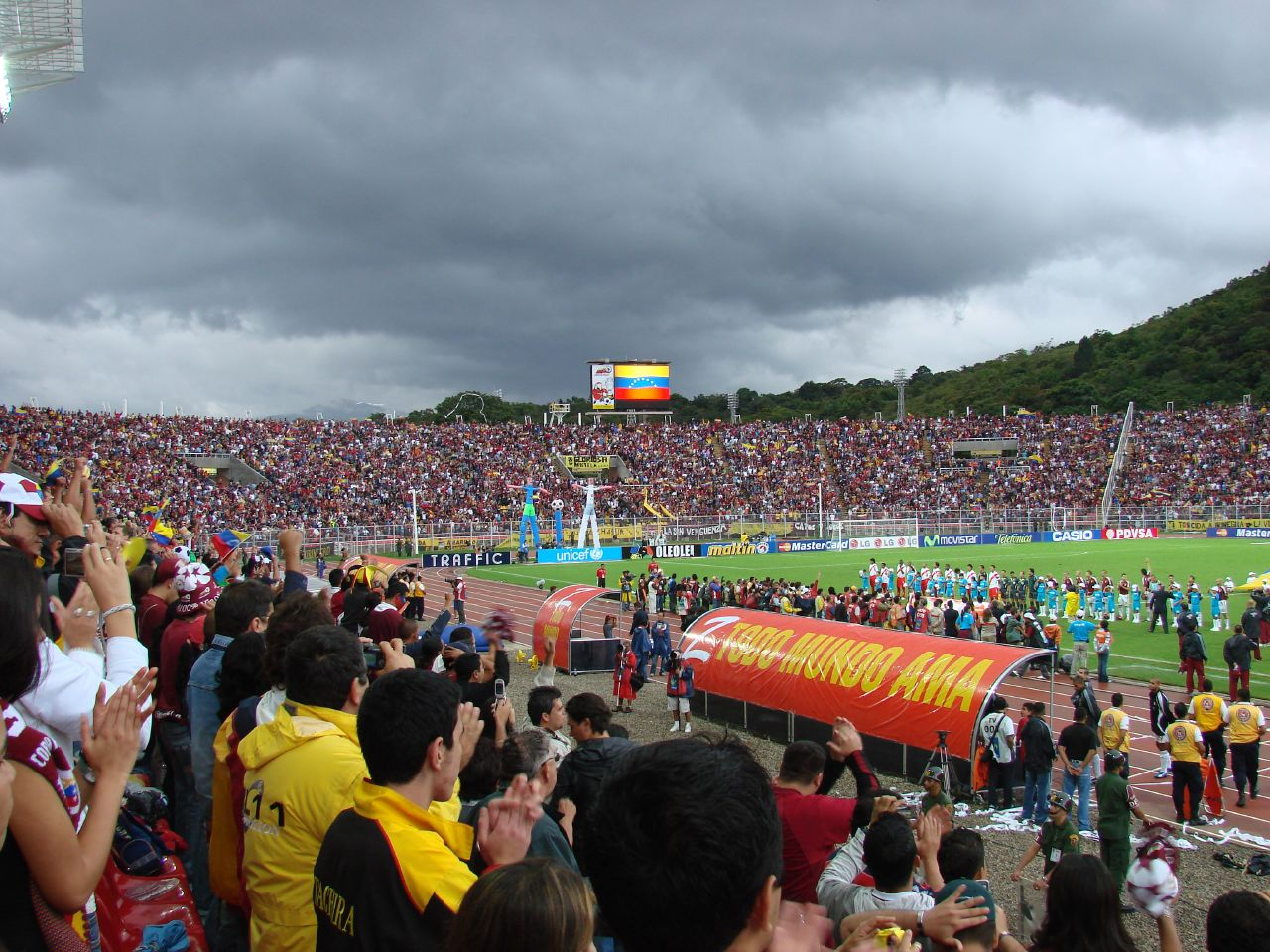
Polideportivo de Pueblo Nuevo, en San Cristóbal, durante un partido entre y.

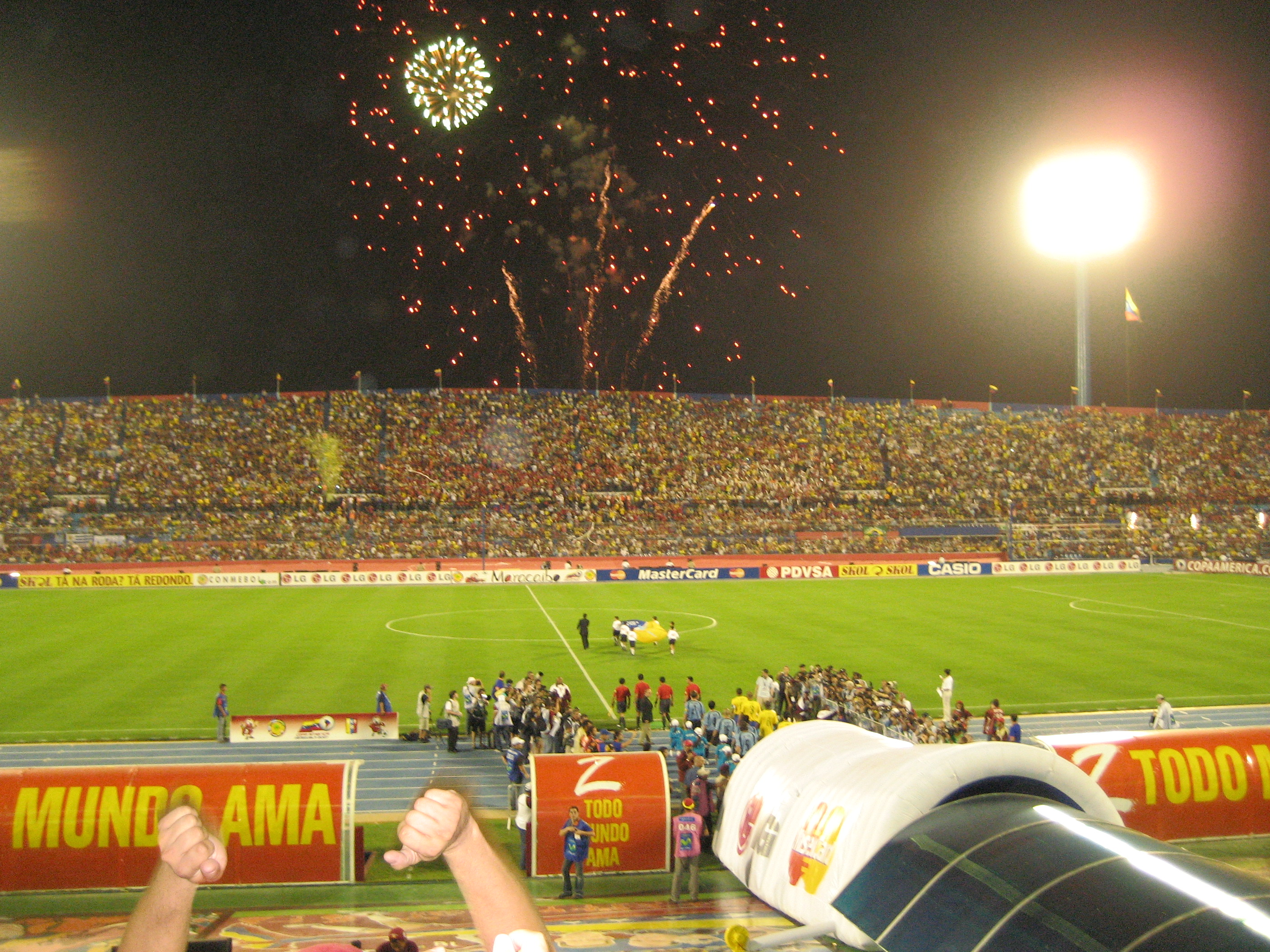
Vista de la semifinal disputada entre los equipos de y.

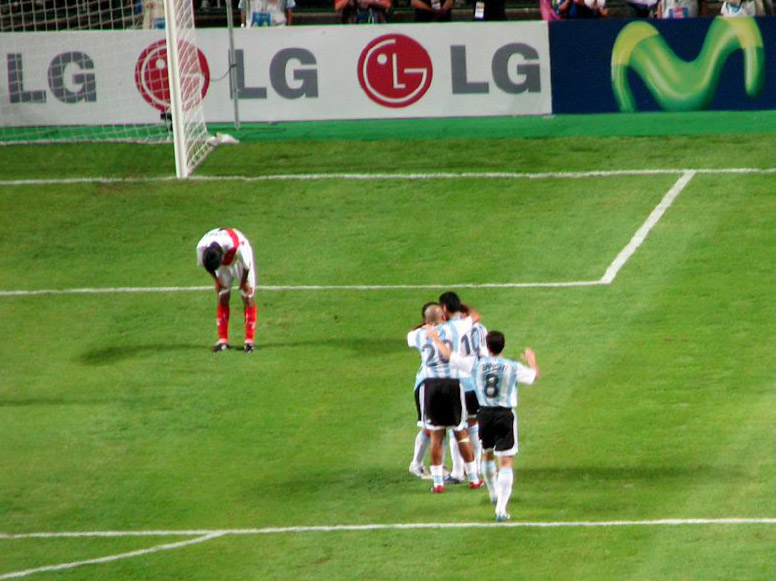
anota un gol ante durante la segunda fase. A pesar de ser candidatos al título, fue derrotada por en la final.

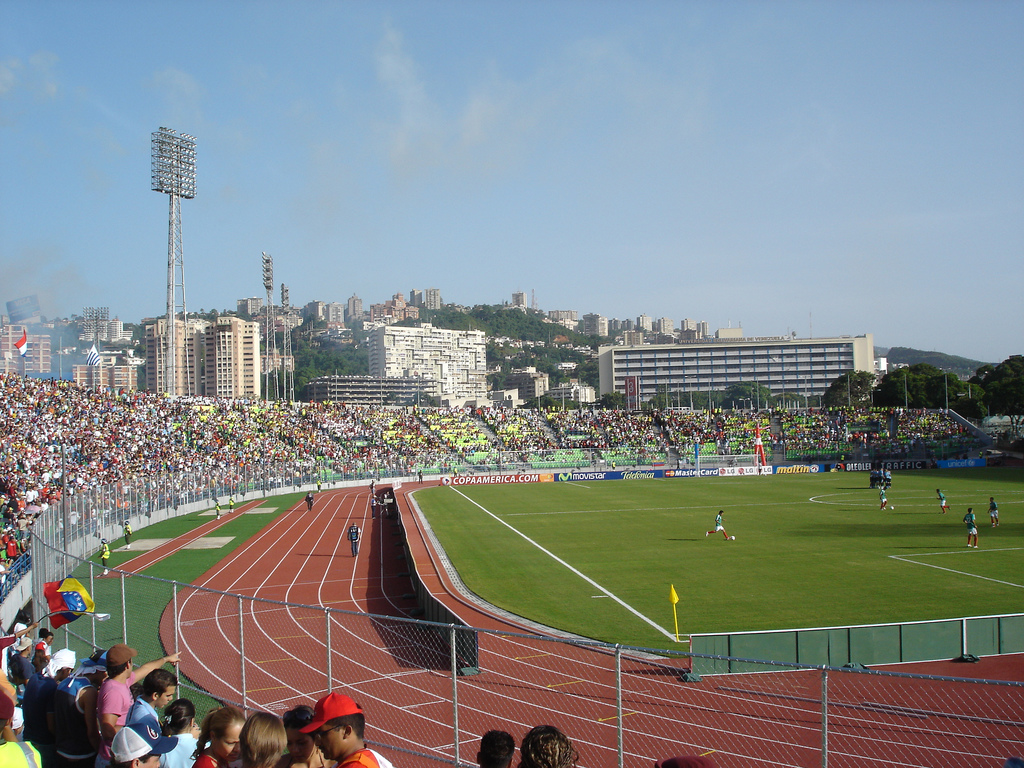
Partido entre y por el tercer lugar.

En el Grupo A, formado por Venezuela, Perú, Uruguay y Bolivia, los cuatro equipos lucharon ajustadamente por la clasificación a la siguiente fase. Aunque Perú logró una contundente victoria ante Uruguay en el debut, pero luego sería vencido por Venezuela. Los locales obtuvieron además empates ante Bolivia y Uruguay, lo que permitió su paso a la segunda ronda por primera vez en su historia junto a peruanos y uruguayos, mientras Bolivia se convirtió en el primer equipo eliminado.
Manteniéndose invicto en sus tres encuentros, México fue el equipo dominador del Grupo B, compuesto además por Brasil, Chile y Ecuador. El combinado brasileño, pese a ser considerado uno de los mejores equipos del planeta, llegó con un equipo con pocos titulares y que presentó diversas irregularidades en su desempeño a pesar de las victorias ante chilenos y ecuatorianos. Estos últimos se retiraron con tres derrotas, pese a que su plantel era el mismo con el que llegó a octavos de final durante la Copa Mundial de Fútbol de 2006.
Argentina, el gran favorito del torneo, se impuso claramente ante Estados Unidos por 4 a 1 en su primer encuentro del campeonato, mientras Paraguay superó a Colombia por 5 a 0. En la fecha siguiente, Paraguay y Argentina derrotaron cómodamente a sus rivales por lo que en el último partido, ambos equipos ya clasificados disputaron el primer lugar del grupo. El solitario gol de Javier Mascherano permitió la victoria argentina y su clasificación como líder del Grupo C. Colombia, pese a su victoria por 1 a 0 al combinado estadounidense, quedó tercera y con puntaje menor al obtenido por Chile y Uruguay, los dos otros equipos que finalizaron en dicha posición, por lo que debieron retirarse del evento.
Ya en la segunda ronda, los cuatro equipos más fuertes clasificaron a las semifinales con sendas victorias. Debido a la estructura de clasificación, Brasil y Chile volvieron a encontrarse en cuartos de final, al igual que Venezuela y Uruguay. A pesar del empate en la fase grupal, los uruguayos ganaron por 4 a 1 y acabaron con el sueño de los locales de alcanzar algún lugar en el podio. Chile, en tanto, fue derrotado abrumadoramente por Brasil con un marcador final 6 a 1, que fue seguida por una fuerte polémica en el país andino luego de conocerse una serie de incidentes protagonizados por jugadores del plantel (incluyendo al capitán Jorge Valdivia) en el hotel donde se hospedaban. Los paraguayos también fueron goleados, 6 a 0, esta vez por los invitados mexicanos, mientras Argentina ganó por 4 a 0 a los peruanos.
En semifinales, Brasil y Uruguay igualaron tras el tiempo reglamentario a dos goles, tras lo cual se realizó una definición por penales, que permitió el pase del equipo brasileño a la final y así tener opción a revalidar su título. Argentina se convirtió en el segundo finalista, tras derrotar por 3 a 0 a México. En el partido por el tercer lugar, México obtuvo la victoria al derrotar a los uruguayos por 3 a 1.
La final se disputó en el Estadio José Encarnación Romero de Maracaibo. Argentina para la mayoría de los especialistas llegó dispuesta a tomar revancha de la derrota en la definición por penales ante Brasil en la final de la Copa América 2004. Sin embargo, el desarrollo del partido fue contrario a lo esperado: Brasil dominó gran parte del encuentro a pesar de su irregular campaña previa y derrotó a los albicelestes con goles de Júlio Baptista y de Daniel Alves sumado a un autogol anotado por Roberto Ayala. Brasil alcanzó así su octavo título y Argentina quedó subcampeón por segunda vez consecutiva.

## Primera fase
- Los horarios corresponden a la hora local de Venezuela (UTC-4).

### Grupo A
| Selección | Pts | PJ | PG | PE | PP | GF | GC | Dif |
| --------- | --- | -- | -- | -- | -- | -- | -- | --- |
| Venezuela | 5   | 3  | 1  | 2  | 0  | 4  | 2  | 2   |
| Perú      | 4   | 3  | 1  | 1  | 1  | 5  | 4  | 1   |
| Uruguay   | 4   | 3  | 1  | 1  | 1  | 1  | 3  | −2  |
| Bolivia   | 2   | 3  | 0  | 2  | 1  | 4  | 5  | −1  |

| 26 de junio de 2007, 18:05 | Uruguay | 0:3 (0:1) | Perú                                     | Estadio Metropolitano, Mérida                                          |                                                                        |
|                            |         |           | 27' Villalta · 70' Mariño · 89' Guerrero | Asistencia: 32 000 espectadores Árbitro(s): Carlos Amarilla (Paraguay) | Asistencia: 32 000 espectadores Árbitro(s): Carlos Amarilla (Paraguay) |

| 26 de junio de 2007, 20:50 | Venezuela                | 2:2 (1:1) | Bolivia               | Pueblo Nuevo, San Cristóbal                                            |                                                                        |
|                            | Maldonado 20' · Páez 55' |           | 38' Moreno · 84' Arce | Asistencia: 42 000 espectadores Árbitro(s): Mauricio Reinoso (Ecuador) | Asistencia: 42 000 espectadores Árbitro(s): Mauricio Reinoso (Ecuador) |

| 30 de junio de 2007, 16:05 | Bolivia | 0:1 (0:0) | Uruguay     | Pueblo Nuevo, San Cristóbal                                                   |                                                                               |
|                            |         |           | 58' Sánchez | Asistencia: 18 000 espectadores Árbitro(s): Baldomero Toledo (Estados Unidos) | Asistencia: 18 000 espectadores Árbitro(s): Baldomero Toledo (Estados Unidos) |

| 30 de junio de 2007, 18:20 | Venezuela                   | 2:0 (0:0) | Perú | Pueblo Nuevo, San Cristóbal                                            |                                                                        |
|                            | Cichero 48' · Arismendi 79' |           |      | Asistencia: 40 000 espectadores Árbitro(s): Armando Archundia (México) | Asistencia: 40 000 espectadores Árbitro(s): Armando Archundia (México) |

| 3 de julio de 2007, 18:35 | Perú             | 2:2 (1:2) | Bolivia                 | Estadio Metropolitano, Mérida                                      |                                                                    |
|                           | Pizarro 34', 85' |           | 24' Moreno · 45' Campos | Asistencia: 31 650 espectadores Árbitro(s): Carlos Chandía (Chile) | Asistencia: 31 650 espectadores Árbitro(s): Carlos Chandía (Chile) |

| 3 de julio de 2007, 20:50                                                                                               | Venezuela | 0:0 | Uruguay | Estadio Metropolitano, Mérida                                     |  |
| |           |     |         | Asistencia: 42 200 espectadores Árbitro(s): Carlos Simon (Brasil) |  |
| Primera clasificación de Venezuela a cuartos de final. Venezuela culmina la fase de grupos invicta por primera ocasión. |           |     |         |                                                                   |  |

### Grupo B
| Selección | Pts | PJ | PG | PE | PP | GF | GC | Dif |
| --------- | --- | -- | -- | -- | -- | -- | -- | --- |
| México    | 7   | 3  | 2  | 1  | 0  | 4  | 1  | 3   |
| Brasil    | 6   | 3  | 2  | 0  | 1  | 4  | 2  | 2   |
| Chile     | 4   | 3  | 1  | 1  | 1  | 3  | 5  | −2  |
| Ecuador   | 0   | 3  | 0  | 0  | 3  | 3  | 6  | −3  |

| 27 de junio de 2007, 18:35 | Ecuador                    | 2:3 (2:1) | Chile                           | Cachamay, Ciudad Guayana                                          |                                                                   |
|                            | Valencia 16' · Benítez 23' |           | 20', 80' Suazo · 86' Villanueva | Asistencia: 45 000 espectadores Árbitro(s): Óscar Ruiz (Colombia) | Asistencia: 45 000 espectadores Árbitro(s): Óscar Ruiz (Colombia) |

| 27 de junio de 2007, 20:50 | Brasil | 0:2 (0:2) | México                     | Cachamay, Ciudad Guayana                                                |                                                                         |
|                            |        |           | 23' Castillo · 28' Morales | Asistencia: 45 000 espectadores Árbitro(s): Sergio Pezzotta (Argentina) | Asistencia: 45 000 espectadores Árbitro(s): Sergio Pezzotta (Argentina) |

| 1 de julio de 2007, 16:05 | Brasil                       | 3:0 (1:0) | Chile | Estadio Monumental, Maturín                                          |                                                                      |
|                           | Robinho 36' (pen.), 84', 87' |           |       | Asistencia: 51 300 espectadores Árbitro(s): Carlos Torres (Paraguay) | Asistencia: 51 300 espectadores Árbitro(s): Carlos Torres (Paraguay) |

| 1 de julio de 2007, 18:20 | México                   | 2:1 (1:0) | Ecuador    | Estadio Monumental, Maturín                                       |                                                                   |
|                           | Castillo 21' · Bravo 79' |           | 84' Méndez | Asistencia: 51 300 espectadores Árbitro(s): René Ortubé (Bolivia) | Asistencia: 51 300 espectadores Árbitro(s): René Ortubé (Bolivia) |

| 4 de julio de 2007, 18:35 | México | 0:0 | Chile | Antonio Anzoátegui, Puerto La Cruz                                     |  |
|                           |        |     |       | Asistencia: 40 000 espectadores Árbitro(s): Carlos Amarilla (Paraguay) |  |

| 4 de julio de 2007, 20:50 | Brasil             | 1:0 (0:0) | Ecuador | Antonio Anzoátegui, Puerto La Cruz                                      |                                                                         |
|                           | Robinho 56' (pen.) |           |         | Asistencia: 38 000 espectadores Árbitro(s): Sergio Pezzotta (Argentina) | Asistencia: 38 000 espectadores Árbitro(s): Sergio Pezzotta (Argentina) |

### Grupo C
| Selección      | Pts | PJ | PG | PE | PP | GF | GC | Dif |
| -------------- | --- | -- | -- | -- | -- | -- | -- | --- |
| Argentina      | 9   | 3  | 3  | 0  | 0  | 9  | 3  | 6   |
| Paraguay       | 6   | 3  | 2  | 0  | 1  | 8  | 2  | 6   |
| Colombia       | 3   | 3  | 1  | 0  | 2  | 3  | 9  | −6  |
| Estados Unidos | 0   | 3  | 0  | 0  | 3  | 2  | 8  | −6  |

| 28 de junio de 2007, 18:35 | Paraguay                                    | 5:0 (1:0) | Colombia | Encarnación Romero, Maracaibo                                         |                                                                       |
|                            | Santa Cruz 30', 46', 80' · Cabañas 84', 88' |           |          | Asistencia: 40 000 espectadores Árbitro(s): Jorge Larrionda (Uruguay) | Asistencia: 40 000 espectadores Árbitro(s): Jorge Larrionda (Uruguay) |

| 28 de junio de 2007, 20:50 | Argentina                               | 4:1 (1:1) | Estados Unidos    | Encarnación Romero, Maracaibo                                      |                                                                    |
|                            | Crespo 11', 60' · Aimar 76' · Tévez 84' |           | 9' (pen.) Johnson | Asistencia: 45 080 espectadores Árbitro(s): Carlos Chandía (Chile) | Asistencia: 45 080 espectadores Árbitro(s): Carlos Chandía (Chile) |

| 2 de julio de 2007, 18:35 | Estados Unidos | 1:3 (1:1) | Paraguay                                  | Estadio La Carolina, Barinas                                          |                                                                       |
|                           | Clark 35'      |           | 29' Barreto · 56' Cardozo · 90+2' Cabañas | Asistencia: 28 500 espectadores Árbitro(s): Víctor Hugo Rivera (Perú) | Asistencia: 28 500 espectadores Árbitro(s): Víctor Hugo Rivera (Perú) |

| 2 de julio de 2007, 20:50 | Argentina                                               | 4:2 (3:1) | Colombia                      | Encarnación Romero, Maracaibo                                     |                                                                   |
|                           | Crespo 20' (pen.) · Riquelme 34', 45' · D. Milito 90+1' |           | 10' E. Perea · 76' Castrillón | Asistencia: 46 000 espectadores Árbitro(s): Carlos Simon (Brasil) | Asistencia: 46 000 espectadores Árbitro(s): Carlos Simon (Brasil) |

| 5 de julio de 2007, 18:35 | Colombia       | 1:0 (1:0) | Estados Unidos | Estadio Metropolitano, Cabudare                                         |                                                                         |
|                           | Castrillón 15' |           |                | Asistencia: 40 300 espectadores Árbitro(s): Manuel Andarcia (Venezuela) | Asistencia: 40 300 espectadores Árbitro(s): Manuel Andarcia (Venezuela) |

| 5 de julio de 2007, 20:50 | Argentina      | 1:0 (0:0) | Paraguay | Estadio Metropolitano, Cabudare                                       |                                                                       |
|                           | Mascherano 79' |           |          | Asistencia: 40 300 espectadores Árbitro(s): Jorge Larrionda (Uruguay) | Asistencia: 40 300 espectadores Árbitro(s): Jorge Larrionda (Uruguay) |

### Mejores terceros puestos
Los dos mejores de los terceros puestos avanzan a la segunda ronda.
| Selección | Grupo | Pts | PJ | PG | PE | PP | GF | GC | Dif |
| --------- | ----- | --- | -- | -- | -- | -- | -- | -- | --- |
| Chile     | B     | 4   | 3  | 1  | 1  | 1  | 3  | 5  | −2  |
| Uruguay   | A     | 4   | 3  | 1  | 1  | 1  | 1  | 3  | −2  |
| Colombia  | C     | 3   | 3  | 1  | 0  | 2  | 3  | 9  | −6  |

## Fase final

### Cuadro general
|  | Cuartos de final            | Cuartos de final             |                         |       | Semifinales                  | Semifinales                  |  |  | Final | Final |
|  |                             |                              |                         |       |                              |                              |  |  |       |       |
|  | 7 de julio — San Cristóbal  |                              |                         |       |                              |                              |  |  |       |       |
|  |                             |                              |                         |       |                              |                              |  |  |       |       |
|  | Venezuela                   | 1                            |                         |       |                              |                              |  |  |       |       |
|  | Venezuela                   | 1                            | 10 de julio — Maracaibo |       |                              |                              |  |  |       |       |
|  | Uruguay                     | 4                            |                         |       |                              |                              |  |  |       |       |
|  | Uruguay                     | 4                            | Uruguay                 | 2 (4) |                              |                              |  |  |       |       |
|  | 7 de julio — Puerto La Cruz |                              | Uruguay                 | 2 (4) |                              |                              |  |  |       |       |
|  |                             | Brasil (p.)                  | 2 (5)                   |       |                              |                              |  |  |       |       |
|  | Chile                       | Brasil (p.)                  | 2 (5)                   | 1     |                              |                              |  |  |       |       |
|  | Chile                       |                              | 15 de julio — Maracaibo | 1     |                              |                              |  |  |       |       |
|  | Brasil                      | 6                            |                         |       |                              |                              |  |  |       |       |
|  | Brasil                      | 6                            | Brasil                  | 3     |                              |                              |  |  |       |       |
|  | 8 de julio — Maturín        |                              | Brasil                  | 3     |                              |                              |  |  |       |       |
|  |                             | Argentina                    | 0                       |       |                              |                              |  |  |       |       |
|  | México                      | Argentina                    | 0                       | 6     |                              |                              |  |  |       |       |
|  | México                      | 11 de julio — Ciudad Guayana |                         | 6     |                              |                              |  |  |       |       |
|  | Paraguay                    | 0                            |                         |       |                              |                              |  |  |       |       |
|  | Paraguay                    | 0                            | México                  | 0     |                              |                              |  |  |       |       |
|  | 8 de julio — Cabudare       |                              | México                  | 0     |                              |                              |  |  |       |       |
|  |                             | Argentina                    | 3                       |       | Partido por el tercer puesto | Partido por el tercer puesto |  |  |       |       |
|  | Argentina                   | Argentina                    | 3                       | 4     | Partido por el tercer puesto | Partido por el tercer puesto |  |  |       |       |
|  | Argentina                   |                              | 14 de julio — Caracas   | 4     |                              |                              |  |  |       |       |
|  | Perú                        | 0                            |                         |       |                              |                              |  |  |       |       |
|  | Perú                        | 0                            | Uruguay                 | 1     |                              |                              |  |  |       |       |
|  |                             |                              |                         |       |                              |                              |  |  |       |       |
|  | México                      | 3                            |                         |       |                              |                              |  |  |       |       |
|  | México                      | 3                            |                         |       |                              |                              |  |  |       |       |

### Cuartos de final
| 7 de julio de 2007, 18:05 | Venezuela  | 1:4 (1:1) | Uruguay                                           | Polideportivo de Pueblo Nuevo, San Cristóbal                       |                                                                    |
|                           | Arango 41' |           | 38', 90+1' Forlán · 64' García · 86' C. Rodríguez | Asistencia: 42 000 espectadores Árbitro(s): Carlos Chandía (Chile) | Asistencia: 42 000 espectadores Árbitro(s): Carlos Chandía (Chile) |

| 7 de julio de 2007, 20:50 | Chile     | 1:6 (0:3) | Brasil                                                                        | Estadio José Antonio Anzoátegui, Puerto La Cruz                       |                                                                       |
|                           | Suazo 76' |           | 17' Juan · 23' Júlio Baptista · 28' 51' Robinho · 69' Josué · 85' Vágner Love | Asistencia: 40 000 espectadores Árbitro(s): Jorge Larrionda (Uruguay) | Asistencia: 40 000 espectadores Árbitro(s): Jorge Larrionda (Uruguay) |

| 8 de julio de 2007, 16:05                     | México                                                                             | 6:0 (3:0) | Paraguay | Estadio Monumental, Maturín                                             |                                                                         |
|                                               | Castillo 5' (pen.), 38' · Torrado 27' · Arce 79' · Blanco 87' (pen.) · Bravo 90+1' |           |          | Asistencia: 22 000 espectadores Árbitro(s): Sergio Pezzotta (Argentina) | Asistencia: 22 000 espectadores Árbitro(s): Sergio Pezzotta (Argentina) |
| Mejor Resultado de México en la Copa América. |                                                                                    |           |          |                                                                         |                                                                         |

| 8 de julio de 2007, 18:50 | Argentina                                      | 4:0 (0:0) | Perú | Estadio Metropolitano, Cabudare                                   |                                                                   |
|                           | Riquelme 47', 85' · Messi 61' · Mascherano 75' |           |      | Asistencia: 40 300 espectadores Árbitro(s): Carlos Simon (Brasil) | Asistencia: 40 300 espectadores Árbitro(s): Carlos Simon (Brasil) |

### Semifinales
| 10 de julio de 2007, 20:50 | Uruguay                                                             | 2:2 (1:2) (4:5 p.)         | Brasil                                                                       | Estadio José Encarnación Romero, Maracaibo                        |                                                                   |
|                            | Forlán 41' · Abreu 70'                                              |                            | 12' Maicon · 45' Júlio Baptista                                              | Asistencia: 46 000 espectadores Árbitro(s): Óscar Ruiz (Colombia) | Asistencia: 46 000 espectadores Árbitro(s): Óscar Ruiz (Colombia) |
|                            |                                                                     | Tiros desde el punto penal |                                                                              |                                                                   |                                                                   |
|                            | Forlán · Scotti · González · C. Rodríguez · Abreu · García · Lugano |                            | Robinho · Juan · Gilberto Silva · Afonso Alves · Diego · Fernando · Gilberto |                                                                   |                                                                   |

| 11 de julio de 2007, 20:50 | México | 0:3 (0:1) | Argentina                                    | Estadio Cachamay, Ciudad Guayana                                   |                                                                    |
|                            |        |           | 44' Heinze · 61' Messi · 66' (pen.) Riquelme | Asistencia: 41 300 espectadores Árbitro(s): Carlos Chandía (Chile) | Asistencia: 41 300 espectadores Árbitro(s): Carlos Chandía (Chile) |

### Definición del tercer puesto
| 14 de julio de 2007, 17:05 | Uruguay   | 1:3 (1:1) | México                                       | Estadio Olímpico de la UCV, Caracas                                    |                                                                        |
|                            | Abreu 22' |           | 38' (pen.) Blanco · 67' Bravo · 75' Guardado | Asistencia: 30 000 espectadores Árbitro(s): Mauricio Reinoso (Ecuador) | Asistencia: 30 000 espectadores Árbitro(s): Mauricio Reinoso (Ecuador) |

### Final
| 15 de julio de 2007, 17:05 | Brasil                                          | 3:0 (1:0) | Argentina | Estadio José Encarnación Romero, Maracaibo                             |                                                                        |
|                            | Baptista 4' · Ayala 40' (a.g.) · Dani Alves 69' |           |           | Asistencia: 44 000 espectadores Árbitro(s): Carlos Amarilla (Paraguay) | Asistencia: 44 000 espectadores Árbitro(s): Carlos Amarilla (Paraguay) |

|                           |
| Bandera de Brasil         |
| Campeón Brasil 8.º título |

## Estadísticas
| Selección | Selección      | Pts. | PJ | PG | PE | PP | GF | GC | Dif. | Rend.  |
| --------- | -------------- | ---- | -- | -- | -- | -- | -- | -- | ---- | ------ |
| 1         | Brasil         | 13   | 6  | 4  | 1  | 1  | 15 | 5  | +10  | 72,2 % |
| 2         | Argentina      | 15   | 6  | 5  | 0  | 1  | 16 | 6  | +10  | 83,3 % |
| 3         | México         | 13   | 6  | 4  | 1  | 1  | 13 | 5  | +8   | 72,2 % |
| 4         | Uruguay        | 8    | 6  | 2  | 2  | 2  | 8  | 9  | –1   | 44,4 % |
| 5         | Paraguay       | 6    | 4  | 2  | 0  | 2  | 8  | 8  | 0    | 50,0 % |
| 6         | Venezuela      | 5    | 4  | 1  | 2  | 1  | 5  | 6  | –1   | 41,7 % |
| 7         | Perú           | 4    | 4  | 1  | 1  | 2  | 5  | 8  | –3   | 33,3 % |
| 8         | Chile          | 4    | 4  | 1  | 1  | 2  | 4  | 11 | –7   | 33,3 % |
| 9         | Colombia       | 3    | 3  | 1  | 0  | 2  | 3  | 9  | –6   | 33,3 % |
| 10        | Bolivia        | 2    | 3  | 0  | 2  | 1  | 4  | 5  | –1   | 22,2 % |
| 11        | Ecuador        | 0    | 3  | 0  | 0  | 3  | 3  | 6  | –3   | 0,0 %  |
| 12        | Estados Unidos | 0    | 3  | 0  | 0  | 3  | 2  | 8  | –6   | 0,0 %  |

## Goleadores
Como es tradición, el jugador que convirtió la mayor cantidad de goles (GF) durante el torneo recibió el Premio de máximo goleador.

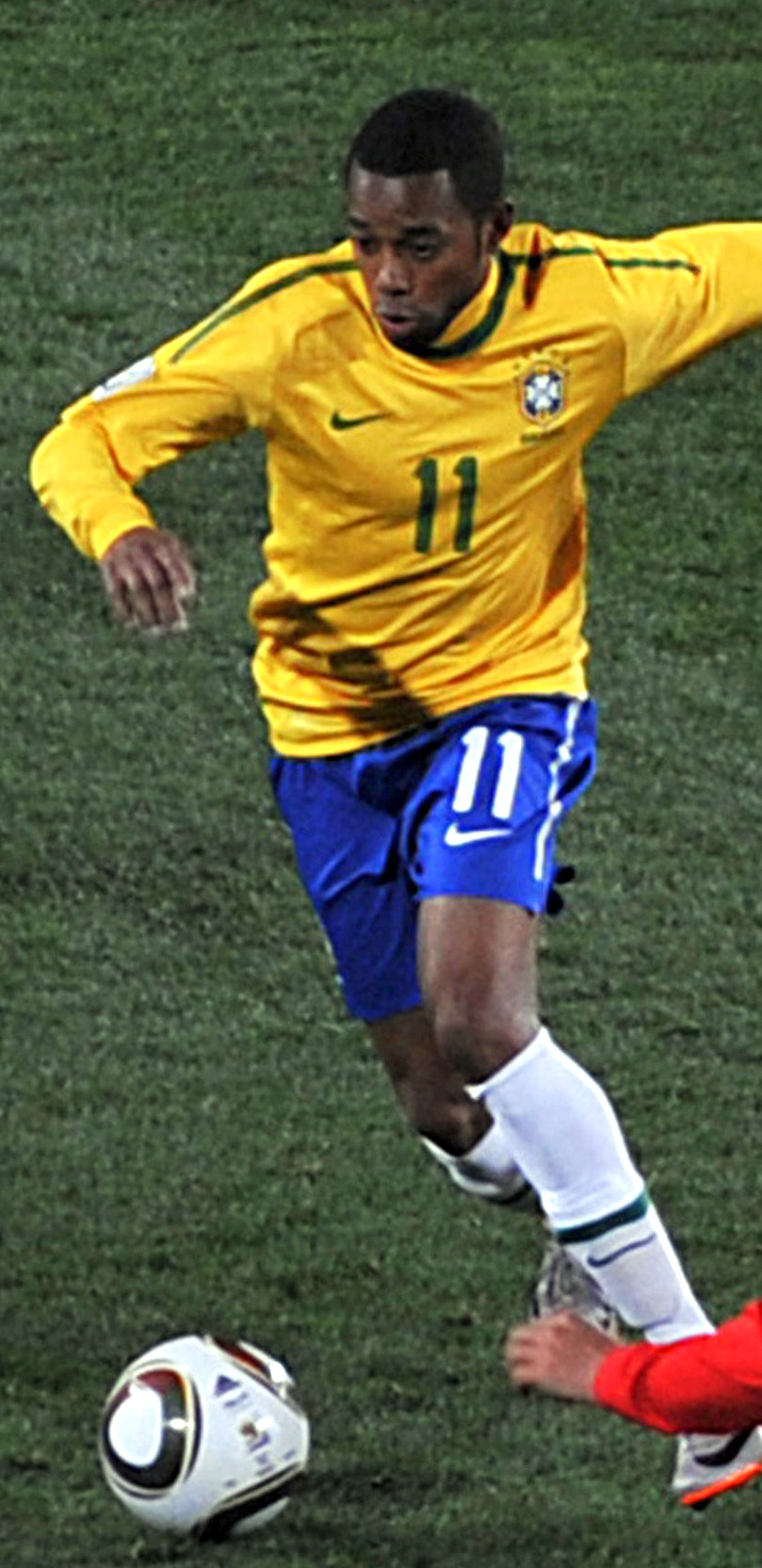
Robinho, goleador del torneo.

6 goles
- Robinho

5 goles
- Juan Román Riquelme

4 goles
- Nery Castillo

3 goles
- Hernán Crespo
- Júlio Baptista
- Humberto Suazo
- Omar Bravo
- Salvador Cabañas
- Roque Santa Cruz
- Diego Forlán

2 goles
- Javier Mascherano
- Lionel Messi
- Jaime Moreno
- Jaime Castrillón
- Cuauhtémoc Blanco
- Claudio Pizarro
- Sebastián Abreu

1 gol
- Pablo Aimar
- Gabriel Heinze
- Diego Milito
- Carlos Tevez
- Juan Carlos Arce
- Jhasmani Campos
- Dani Alves
- Josué
- Juan
- Vágner Love
- Maicon
- Carlos Villanueva
- Edixon Perea
- Christian Benítez
- Édison Méndez
- Antonio Valencia
- Fernando Arce
- Andrés Guardado
- Ramón Morales
- Gerardo Torrado
- Édgar Barreto
- Óscar Cardozo
- Paolo Guerrero
- Juan Carlos Mariño
- Miguel Villalta
- Ricardo Clark
- Eddie Johnson
- Pablo García
- Cristian Rodríguez
- Vicente Sánchez
- Juan Arango
- Daniel Arismendi
- Alejandro Cichero
- Giancarlo Maldonado
- Ricardo Páez

Autogol
- Roberto Ayala (ante Brasil)

## Premios y reconocimientos

### Mejor jugador del torneo
- Robinho.

### Equipo ideal
El equipo ideal del torneo fue elegido por el Grupo de Estudio Técnico de la Conmebol.
| Guardameta     | Doni                |       |       |       |       |       |       |       |
| Defensa        | Javier Zanetti      |       |       |       |       |       |       |       |
| Defensa        | Jonny Magallón      |       |       |       |       |       |       |       |
| Defensa        | Juan                |       |       |       |       |       |       |       |
| Defensa        | Jorge Fucile        |       |       |       |       |       |       |       |
| Centrocampista | Javier Mascherano   |       |       |       |       |       |       |       |
| Centrocampista | Juan Román Riquelme |       |       |       |       |       |       |       |
| Centrocampista | Júlio Baptista      |       |       |       |       |       |       |       |
| Delantero      | Lionel Messi        |       |       |       |       |       |       |       |
| Delantero      | Nery Castillo       |       |       |       |       |       |       |       |
| Delantero      | Robinho             |       |       |       |       |       |       |       |
| Entrenador     | Dunga               | Dunga | Dunga | Dunga | Dunga | Dunga | Dunga | Dunga |

## Marketing
- Mascota oficial: "Guaky" una guacamaya con plumaje tricolor alusivo a los colores de la Bandera Nacional de Venezuela.
- Lema oficial: "Una Copa Ocho Estrellas", haciendo alusión a las 8 estrellas de la Bandera Nacional de Venezuela.
- Canción oficial: "Gol" del cantautor Venezolano Juan Carlos Luces.
- Canción no oficial: "Pasión 8 Estrellas" del grupo venezolano Circo Urbano.

## Clasificado a la Copa Confederaciones 2009
| Bandera de Brasil |
| Brasil Campeón    |